# Dorte Balle
Dorte Balle (født 31. maj 1997 i Nykøbing Mors) er en BMX cykelrytter fra Danmark, der er medlem af BMX Limfjord.

## Karriere
Som 12-årig begyndte Dorte Balle at køre BMX hos BMX Limfjord i Roslev. Som 19-årig vandt hun ved danmarksmesterskaberne som senior i 2016 guldmedalje. I 2020 blev det til sølvmedalje ved DM, da hendes lillesøster Rikke Balle blev danmarksmester.